# Picrotus thoracicus
Picrotus thoracicus is een keversoort uit de familie harige schimmelkevers (Cryptophagidae). De wetenschappelijke naam van de soort werd in 1886 gepubliceerd door David Sharp.